# Peponidium alleizettei
Peponidium alleizettei är en måreväxtart som först beskrevs av Marcel Marie Maurice Dubard och Paul Louis Amans Dop, och fick sitt nu gällande namn av Razafim., Lantz och Birgitta Bremer. Peponidium alleizettei ingår i släktet Peponidium och familjen måreväxter.
Artens utbredningsområde är Madagaskar. Inga underarter finns listade i Catalogue of Life.